# Somorjai Enikő
 Somorjai Enikő  (Budapest, 1981. november 17. –) magyar balettművész.

## Pályája
Négyéves korában kezdett táncolni, 2001-ben végzett a Magyar Táncművészeti Főiskolán. 2001-től a Magyar Nemzeti Balett tagja. Mielőtt 2006-ban címzetes magántáncosnő lett, a társulat balettkarában dolgozott.

## Szerepei
Első főszerepe az operaház színpadán a Diótörő gyerekfőszerepe, Marika volt. Repertoárjában olyan balettek szerepelnek, mint a Giselle, A hattyúk tava (Odile/Odette), a Diótörő (Mária hercegnő) vagy A fából faragott királyfi (Királykisasszony).